# Penango
Penango (piemontiul: Pnangh) település Olaszországban, Piemont régióban, Asti megyében. Lakosainak száma 436 fő (2023. január 1.). Penango Alfiano Natta, Calliano, Grazzano Badoglio, Grana és Moncalvo községekkel határos.

## Népesség
A település lakossága az elmúlt években az alábbi módon változott:
| Lakosok száma | 479  | 475  | 436  |
|               | 2017 | 2018 | 2023 |